# Tarquinia rosso secco
Il Tarquinia rosso secco è un vino DOC la cui produzione è consentita nelle province di Roma e Viterbo.

## Caratteristiche organolettiche
- colore: rosso rubino più o meno intenso
- odore: vinoso
- sapore: secco, sapido, armonico di giusto corpo

## Produzione
Provincia, stagione, volume in ettolitri
- Viterbo  (1996/97)  71,4